# Moderat
Moderat ist eine Berliner Musikgruppe, die 2002 aus dem Zusammenschluss des Musikers Apparat (Sascha Ring) und dem DJ-Duo Modeselektor (Gernot Bronsert und Sebastian Szary) entstanden ist.

## Werdegang
Bevor sie gemeinsam ein Album veröffentlichen konnten, kam es jedoch wieder zur Trennung. Erst 2009 brachten sie nach erneutem Zusammenschluss ihr Debütalbum mit dem Titel Moderat heraus. Das zweite Album II erschien Anfang August 2013 auf dem Modeselektor-eigenen Label Monkeytown Records, in den USA wurde das Album auf dem Label Mute veröffentlicht. Es erreicht in Österreich, der Schweiz, den Niederlanden, Belgien, Dänemark und Großbritannien die Charts. In Deutschland stieg es in der ersten Woche nach Veröffentlichung auf Platz 10 der Albumcharts ein.
Ende März 2016 erschien das dritte Album III ebenfalls auf Monkeytown Records. Das Album beweise, dass die Gruppe Moderat „noch immer fantastisch“ sei, schrieb Marco Maurer. Die Stimme Apparats sowie der Sound und die Stimmung des Albums klängen wie George Michael. Nach ausgedehnten Touren u. a. in Frankreich kündigte die Band an, ab September 2017 eine längere kreative Pause einzulegen.
Am 13. Mai 2022 erschien das vierte Studioalbum More D4ta, das die Top Ten diverser Albumcharts erreichte. Als Singles wurden Fast Land, Easy Prey und More Love veröffentlicht.

## Diskografie

### Alben
- 2009: Moderat (BPitch Control)
- 2013: II (Monkeytown Records)
- 2016: III (Monkeytown Records)
- 2016: Live (Monkeytown Records)
- 2022: More D4ta (Monkeytown Records)

### Singles und EPs
- 2003: Auf Kosten der Gesundheit (BPitch Control)
- 2009: Seamonkey (BPitch Control)
- 2009: The Unofficial Mixes of Moderat Pt #1 (50Weapons)
- 2009: Rusty Nails (BPitch Control)
- 2009: A New Error (BPitch Control)
- 2013: Gita (Monkeytown Records)
- 2013: Bad Kingdom (Monkeytown Records)
- 2014: Last Time (Monkeytown Records)[7]
- 2016: Reminder (Monkeytown Records)
- 2016: Running (Monkeytown Records)
- 2016: Eating Hooks (Monkeytown Records)
- 2022: Fast Land (Monkeytown Records)
- 2022: Easy Prey (Monkeytown Records)
- 2022: More Love (Monkeytown Records)

## Auszeichnungen
- Preis für Popkultur
  - 2016: in der Kategorie „Lieblingsband“
  - 2016: in der Kategorie „Lieblingsalbum“ (III)